# RAZZ MA TAZZ
RAZZ MA TAZZ（ラズ マ タズ）は、1989年に結成された日本のロックバンド。1994年メジャー・デビュー。「美しいメロディーと甘い言語感覚」で人気があり“ポスト・ミスチル（Mr.Children）”と呼ばれた。
1999年に解散したが、2019年、20年ぶりに復活した。

## メンバー
- 阿久延博 - ボーカル、ギター（あく のぶひろ、1969年7月18日（56歳） - ）（大阪府立高津高等学校出身）

### 元メンバー
- 三木拓次 - ギター、（みき たくじ、1969年6月11日 - 2002年7月29日。享年33）、作曲担当（大阪府立清水谷高等学校出身）[3]
- 横山達郎 - アコースティック・ギター、リーダー、（よこやま たつろう、1970年1月18日（55歳） - ）（大阪府立高津高等学校出身）
  - 解散後、YURI、五十嵐公太とのユニット「naja」を結成するも04年に解散、05年に阿久と「razz.（ラズ）」を結成するが2008年に活動停止。
- 入江昌哲 - ベース、（いりえ まさあき、1970年11月15日（54歳） - ）（大阪府立八尾北高等学校出身）
  - 解散後、「入江昌樹」に改名し俳優として 映画「水霊」に出演するほか、演劇を中心に活動。
- 三村隆史 - ドラムス、（みむら たかふみ、1965年9月6日（59歳） - ）（大阪府立香里丘高等学校出身）
  - 解散後、バンド「BACKYARD PARTY」を結成するが、解散。

### サポートメンバー
- 上杉知大 - ギター
- 塩谷朋之 - ベース（12012、TAKE NO BREAK、More）
- shinpei - ドラムス（ex.SuG）
- 泰斗 - キーボード（ex.AYABIE）

## 来歴
大阪府立高津高等学校で同じクラスの阿久と横山はそれぞれ別のバンドを組んでいたが、卒業と同時に双方解散となったため2人で組む。その後、三木・入江・三村が加入し、1989年に『RAZZ MA TAZZ』を結成した。
「RAZZ MA TAZZ」は横山がジャズ雑誌から見つけた言葉で、「輝かしい」「はつらつとした」という意味のスラングである。しかし俗語であるが故に多様な意味を持ち、バンドの思想とは逆の「乱痴気騒ぎ」などと取られることもあった。
1990年8月、シャ乱Q、カメレオン、Little-Bo-y、Bonnie Duck!?とともに「すっぽんファミリー」（第一期）を結成。大阪城公園駅前ストリート（城天）でライブを始めた。1991年5月、「すっぽんファミリー」を脱退。
1994年4月21日、佐久間正英のプロデュースでフォーライフ・レコードよりシングル『Private Eyes』でメジャー・デビューした。
作曲担当の三木は、内的感情を親しみやすい優しい旋律で紡ぐメロディ・センスに定評があり、洗練された楽曲をリリース。1997年、4枚目のアルバム『Dialogue』では、「クランベリーズに通じるアイリッシュ・フレーバー」を感じさせ、「全11曲は佳曲ぞろい」と高く評価され、数多のテレビ番組主題歌に採用される人気を博したが、1999年のアルバム『Sanctuary』を最後に解散した。
解散後、俳優を目指した入江以外のメンバーは個々に音楽活動を続けていたが、2002年三木が33歳の若さで膵臓癌で死去した。これにより5人での復活は叶わなくなったが、2005年阿久と横山が「razz.」として活動を開始。razz.の公式ページでは「ラズ 第二章」を謳い、RAZZ MA TAZZサウンドの継承を示していたが、2008年5月にリリースされた2枚目のアルバムを最後に活動停止している。
その後、阿久が2019年4月末から、『RAZZ MA TAZZ』として20年ぶりに活動再開。東京・名古屋・大阪でのライブをはじめ、ミニ・アルバムをリリース。翌2020年には東京でのライブの模様をノーカットで収めたDVD「復活 LIVE 2019.04.27」も発売。オリジナル・メンバーの合流がないのは既に音楽活動から離れているためである。

## ディスコグラフィ

### シングル
| 枚   | リリース日     | タイトル                   | 収録曲                                                                                          | 最高順位 |
| ---- | -------------- | -------------------------- | ----------------------------------------------------------------------------------------------- | -------- |
| 1st  | 1994年4月21日  | Private Eyes               | 1. Private Eyes 2. POP KISSがはじまる                                                           | 100位    |
| 2nd  | 1994年12月7日  | 僕のままで 君のままで      | 1. 僕のままで 君のままで 2. 僕らのシークエンス 3. 僕のままで 君のままで（Instrumental）         | -        |
| 3rd  | 1995年4月21日  | LOVE Re-Do                 | 1. LOVE Re-Do 2. 日曜でShalala ～あるいはシャボンな二人～ 3. LOVE Re-Do（オリジナル・カラオケ） | 59位     |
| 4th  | 1995年6月21日  | サヨナラのキスではじめよう | 1. サヨナラのキスではじめよう 2. Nudeの途中で 3. サヨナラのキスではじめよう（Instrumental）     | -        |
| 5th  | 1995年9月21日  | 夜明け/素敵な君            | 1. 夜明け 2. 素敵な君 3. 夜明け（Instrumental） 4. 素敵な君（Instrumental）                     | 61位     |
| 6th  | 1995年10月25日 | Season Train               | 1. Season Train 2. 白い夜（Re-Mix） 3. Season Train（Instrumental）                             | 28位     |
| 7th  | 1996年4月15日  | MERRY-GO-ROUND             | 1. MERRY-GO-ROUND 2. Oh Dear Friend 3. MERRY-GO-ROUND（Instrumental）                           | 10位     |
| 8th  | 1996年10月23日 | Orion                      | 1. Orion 2. MOUNTAIN CHRISTMAS 3. Orion（Instrumental）                                         | 18位     |
| 9th  | 1997年4月9日   | あじさい                   | 1. あじさい 2. ラバーズ コンチェルト 3. あじさい（Instrumental）                                | 19位     |
| 10th | 1997年7月25日  | Regret                     | 1. Regret 2. Letter to you 3. Regret（Instrumental）                                            | 39位     |
| 11th | 1998年5月21日  | FRUiTS                     | 1. FRUiTS 2. リアル？ 3. FRUiTS（Instrumental）                                                 | 54位     |
| 12th | 1998年10月1日  | Room                       | 1. Room 2. LILAC ～meets orchestra～                                                            | 50位     |
| 13th | 1998年12月2日  | Message ～遠い君に贈る歌～ | 1. Message ～遠い君に贈る歌～ 2. 天気雨                                                         | 49位     |
| 14th | 1999年2月20日  | Sanctuary －Life goes on－ | 1. Sanctuary -Life goes on- 2. Stay                                                             | -        |
| 15th | 1999年6月19日  | It's Love                  | 1. It's Love 2. Shampoo Planet                                                                  | 63位     |

### オリジナル・アルバム
| 枚  | リリース日    | タイトル             | 最高順位 | 備考                     |
| --- | ------------- | -------------------- | -------- | ------------------------ |
| 1st | 1994年6月17日 | Ordinary Story       | -        |                          |
| 2nd | 1995年7月21日 | Whoopee Basket       | 74位     |                          |
| 3rd | 1996年5月20日 | PRESENT              | 2位      |                          |
| 4th | 1997年8月21日 | Dialogue             | 15位     |                          |
| 5th | 1999年4月21日 | Sanctuary            | 46位     |                          |
| -   | 2019年4月21日 | Selfie               | -        | ライブ会場と通販のみ販売 |
| 6th | 2024年2月14日 | アンドロメダ・シティ |          |                          |

### ベスト・アルバム
| 枚  | リリース日    | タイトル                                  | 曲目 | 最高順位 | 備考                                                                                            |
| --- | ------------- | ----------------------------------------- | --- | -------- | ----------------------------------------------------------------------------------------------- |
| 1st | 1998年6月24日 | PROFILE ～SINGLES～                       | 1. FRUITS 2. Private Eyes 3. 僕のままで 君のままで 4. LOVE Re-Do 5. サヨナラのキスではじめよう 6. 夜明け 7. Season Train 8. MERRY-GO-ROUND 9. orion 10. あじさい 11. Regret 12. 天使に殺されたのは誰?                                                                     | 17位     | デビューシングルのPrivate EyesからFRUiTSまでと新曲「天使に殺されたのは誰？」が収録されている。  |
| 2nd | 1999年8月4日  | Best Season Collection ～Spring～Summer～ | 1. COSMOS 2. It’s Love 3. Bye－by April Afternoon 4. 君が生まれた街 5. あじさい 6. 紙ヒコーキ 7. 天気雨 8. Sentimental Soda 9. 素敵な君 10. Like a Typhoon 11. .MERMAID 12. SUMMER CLAP 13. FRUiTS 14. LILAC                                                              | 68位     | その名の通り春から夏までの季節に合った曲が収録されている。                                      |
| 2nd | 1999年9月8日  | Best Season Collection ～Autumn～Winter～ | 1. Room 2. リアル？ 3. Regret 4. それぞれの日々 5. Somewhere 6. ラバーズ コンチェルト 7. Season Train 8. orion 9. Nudeの途中で… 10. 消えゆく想い 11. 悲しみの理由 12. 白い夜 13. MERRY-GO-ROUND 14. MESSAGE                                                               | 75位     | 前作から一ヵ月後に発売された秋から冬までの季節に合った曲が収録されている。                      |
| 4th | 2001年9月27日 | Pure Best                                 | 1. Private Eyes 2. 僕のままで 君のままで 3. LOVE Re-Do 4. サヨナラのキスではじめよう 5. 夜明け 6. Season Train 7. MERRY-GO-ROUND 8. orion 9. あじさい 10. Regret 11. FRUiTS 12. Room 13. MESSAGE ～遠い君に贈る歌～ 14. Sanctuary -Life goes on- 15. It's Love 16. 白い夜 | TBA      | フォーライフによる企画盤。Pure Bestシリーズとして10アーティストのベスト盤が同時リリースされた。 |

### ビデオ
- Five Trip Clips（1995年9月21日）
- Orbit（1996年12月4日）
- airy（1998年12月2日）

### DVD
- 復活 LIVE 2019.04.27（2020年3月5日）※通販・ライブ会場のみ販売
- Half Century Boy（2021年11月1日）※通販・ライブ会場のみ販売

## タイアップ一覧
| 使用年 | 曲名                       | タイアップ                                                            |
| ------ | -------------------------- | --------------------------------------------------------------------- |
| 1994年 | Private Eyes               | 朝日放送「ABCアウトドアフェスタ'94」CMソング                          |
| 1994年 | Bye-by April Afternoon     | テーブルランド「フルーツキャロット」CMソング                          |
| 1994年 | 僕のままで 君のままで      | 毎日放送制作・TBS系『ダウトをさがせ!II』エンディングテーマ            |
| 1995年 | LOVE Re-Do                 | 日本テレビ系『発明将軍ダウンタウン』エンディングテーマ                |
| 1995年 | LOVE Re-Do                 | ブルボン「ピックルEX」CMソング                                        |
| 1995年 | サヨナラのキスではじめよう | フジテレビ系『今田耕司のシブヤ系うらりんご』エンディングテーマ        |
| 1995年 | サヨナラのキスではじめよう | ニッポン放送『入江雅人のGo!Go!テレキッズ』オープニングテーマ          |
| 1995年 | 素敵な君                   | NHK 衛星アニメ劇場『あずきちゃん』オープニングテーマ（第1期 - 第3期） |
| 1995年 | 夜明け                     | NHK 衛星アニメ劇場『あずきちゃん』エンディングテーマ（第1期）         |
| 1995年 | Season Train               | ブルボン「ピックルEX」CMソング                                        |
| 1995年 | Season Train               | ニッポン放送『オールナイトニッポン』エンディングテーマ                |
| 1996年 | MERRY-GO-ROUND             | TBS系『COUNT DOWN TV』1996年4月度オープニングテーマ                   |
| 1996年 | Orion                      | フェニックス「クオリティー編」CMソング                                |
| 1997年 | あじさい                   | TBS系『COUNT DOWN TV』1997年4・5月度オープニングテーマ                |
| 1997年 | あじさい                   | ミニストップ「ソフトクリーム」CMソング                                |
| 1997年 | Regret                     | NHK-FM『ミュージック・スクエア』8・9月度オープニングテーマ            |
| 1998年 | Room                       | テレビ東京系『クイズ赤恥青恥』エンディングテーマ                      |
| 1998年 | Message ～遠い君に贈る歌～ | テレビ朝日系ドラマ『Tears』エンディングテーマ                         |
| 1999年 | Sanctuary -Life goes on-   | フジテレビ系『ウチくる!?』エンディングテーマ                          |

## ヘヴィー・ローテーション/パワープレイ

### ラジオ
| 放送年 | 曲名           | ラジオヘビーローテーション/パワープレイ                      |
| ------ | -------------- | ------------------------------------------------------------ |
| 1996年 | MERRY-GO-ROUND | FM NACK5『JAPANESE DREAM』1996年4月度 歴代JDグランプリ受賞曲 |

## メディア出演

### ラジオ
- 今夜もやっぱりFUNKYパジャマ（東海ラジオ：1994年10月 - 1995年9月）
- α-MONTHLY COLORS（α-STATION：1996年4月・1997年8月・1999年5月）
- FM ROCK KIDS（エフエム北海道：1998年7月〜9月）
- RAZZ MA TAZZKAN（JFN）
- 続RAZZ MA TAZZKAN（JFN）
- ROCK THE NATION
- RAZZ CHANNEL（BAY-FM）